# فیلیپ کوبر
فیلیپ کوبر (فرانسوی: Philippe Caubère‎؛ زادهٔ ۲۱ سپتامبر ۱۹۵۰) بازیگر، نمایشنامه‌نویس و کارگردان نمایش اهل فرانسه است.
از فیلم‌ها یا برنامه‌های تلویزیونی که وی در آن نقش داشته‌است می‌توان به پدر پرافتخار من اشاره کرد.

## اتهام تعرض جنسی
در ژانویهٔ ۲۰۲۴، پروندهٔ قضایی جدیدی علیه فیلیپ کوبر به اتهام تعرض جنسی به یک نوجوان بالای ۱۵ سال توسط شخص دارای موقعیت قدرتمند، جنجال‌برانگیز شد. در نتیجه، استفاده از صدای او در راهنمای صوتی مجموعهٔ «کوسکر مدیترانه» – نسخهٔ بازسازی‌شده از غار کاسکو در منطقهٔ بوش-دو-رون – مورد تردید قرار گرفت. شهردار مارسی، بنوآ پایون، در حاشیهٔ پیام تبریک سال نو اظهار داشت که «کوبر جایی در فضای عمومی ندارد». پس از تفهیم اتهام رسمی او به تجاوز در فوریهٔ ۲۰۲۴، مدیریت مجموعهٔ غار کاسکو اعلام کرد که صدای او را از راهنماهای صوتی حذف خواهد کرد و ترجیح می‌دهد از صدایی زنانه استفاده کند.
چندین سالن نمایش نیز برنامه‌های نمایشی او را لغو کردند، از جمله سه تئاتر در مناطق گار و ارو،  تئاتر «آلبارِد» در گانژ، «خانهٔ آب» در الیگر-ل-فومادس و «کرتِر» در آلِس، که طی بیانیه‌ای مشترک در ۱۱ ژانویه اعلام کردند نمایش‌های کوبر با موضوع نامه‌های آسیای من نوشتهٔ آلفونس دوده که قرار بود بین اواخر ژانویه و اوایل فوریه اجرا شوند، لغو شده‌اند. در ۱۶ ژانویه، دو سالن دیگر در دروم و آردش، در شهرهای نیونس و ول-له-بن، نیز نمایش‌های او را لغو کردند. در ۳۰ ژانویه، شهرک شارلی در کلان‌شهر لیون نیز اعلام کرد که نمایش او را لغو خواهد کرد.

## زندگی شخصی
فیلیپ کوبر برادر بزرگتر ایزابل کوبر (بازیگر، ۲۰۱۰–۱۹۵۴)، پاسکال کوبر (مدیر فیلم‌برداری) و دیوید کوبر (طراح گرافیک) است.

## دیدگاه‌ها
او آشکارا از سکس تفننی، روابط باز و سبک زندگی لذت‌گرایانه (لیبرتین) دفاع می‌کند. در سال ۱۹۹۹، کتابی با عنوان دفترچه‌های یک جوان ۷۶/۸۱ را توسط انتشارات دونوئل منتشر کرد که در آن به زندگی جنسی‌اش پرداخته است. او در این کتاب ادعا کرده که با عکس‌های برهنهٔ قربانیان اردوگاه‌های کار اجباری خودارضایی کرده است. موضوعات جنسی جایگاه پررنگی در آثار تئاتری او دارند.
در ژوئیهٔ ۲۰۱۳، او در روزنامهٔ لیبراسیون برکناری چندین مدیر مؤسسات فرهنگی توسط وزیر فرهنگ وقت، اورلی فیلیپتی، را محکوم کرد.
او بارها آشکارا از روسپی‌گری حمایت کرده است. در سال ۲۰۱۱، یادداشتی در لیبراسیون منتشر کرد با عنوان «من، فیلیپ کوبر، بازیگر، فمینیست، متأهل و مشتری روسپی‌ها» که در آن با طرح قانون مجازات مشتریان روسپی‌ها، پیشنهادی از سوی روزلین باشلو وزیر همبستگی و انسجام اجتماعی وقت، مخالفت کرد. در اکتبر ۲۰۱۳، او یکی از امضاکنندگان طومار «دست از روسپی‌ام بردار! مانیفست ۳۴۳ عوضی!» بود که با مجازات مشتریان روسپی‌ها مخالفت می‌کرد.
در سال ۲۰۱۸، پس از مطرح شدن شکایت تجاوز علیه او، در دادگاه این اتهام را «انحراف جنبش من هم» توصیف کرد و گفت: «من انقلاب‌هایی مثل مه ۶۸ را تجربه کرده‌ام و انحرافاتش را هم دیده‌ام. امروز هم همین اتفاق تکرار می‌شود. این‌گونه اتهام‌ها، باعث تخریب جنبش هستند. من از این انحرافات وحشت دارم». او بارها مخالفت خود را با این جنبش ابراز کرده است.
در اکتبر ۲۰۱۹، با ۴۰ شخصیت دیگر از جمله دنی پودالیدس، پیر آردیتی، فرانسواز نیسن (وزیر فرهنگ پیشین) و خبرنگار پاتریک دو کارولیس، بیانیه‌ای را در مخالفت با طرح ممنوعیت شرکت کودکان در مراسم گاوبازی امضا کرد که توسط نمایندهٔ مجلس، سامانتا کازبون، به عنوان بخشی از قانون حمایت از حقوق حیوانات پیشنهاد شده بود.
در دسامبر ۲۰۲۳، او همراه با ۵۶ شخصیت از جمله پیر ریشار، کارول بوکه و ناتالی بای، بیانیه‌ای را با عنوان «ژرار دوپاردیو را حذف نکنید» در حمایت از ژرار دوپاردیو امضا کرد و از دیگران نیز خواست آن را امضا کنند. در آن زمان، دوپاردیو با اتهامات تجاوز جنسی، تعرض جنسی و آزار جنسی مواجه بود.